# Ана Клара Дуарте
Ана Клара Дуарте (порт. Ana Clara Duarte; нар. 11 червня 1989) — колишня бразильська тенісистка.
Найвищу одиночну позицію світового рейтингу — 221 місце досягла 6 червня 2011, парну — 182 місце — 10 жовтня 2011 року.
Здобула 6 одиночних та 15 парних титулів туру ITF.

## Фінали ITF

### Одиночний розряд: 20 (6–14)
| Легенда         |
| --------------- |
| турніри $50,000 |
| турніри $25,000 |
| турніри $10,000 |

| Результат | Ранг | Дата     | Турнір                      | Покриття | Суперниця            | Рахунок             |
| --------- | ---- | -------- | --------------------------- | -------- | -------------------- | ------------------- |
| Перемога  | 1.   | Бер 2007 | ITF Бенін-Сіті, Нігерія     | Тверде   | Наталія Россі        | 6–4, 6–7(8), 7–5    |
| Поразка   | 2.   | Бер 2007 | ITF Бенін-Сіті              | Тверде   | Деббріх Фейс         | 7–6(6), 4–6, 4–6    |
| Поразка   | 3.   | Сер 2007 | ITF Каракас, Венесуела      | Тверде   | Марія Ірігоєн        | 3–6, 3–6            |
| Поразка   | 4.   | Жов 2008 | ITF Валенсія, Венесуела     | Тверде   | Кейті Ракерт         | 2–6, 1–6            |
| Поразка   | 5.   | Лис 2008 | ITF Валенсія, Венесуела     | Тверде   | Кейті Ракерт         | 6–7(5), 3–6         |
| Перемога  | 6.   | Гру 2008 | ITF Гавана, Куба            | Тверде   | Давінія Лоббінґер    | 6–3, 6–2            |
| Поразка   | 7.   | Гру 2008 | ITF Гавана                  | Тверде   | Меліса Міранда       | 0–6, 4–6            |
| Поразка   | 8.   | Кві 2009 | ITF Буенос-Айрес, Аргентина | Ґрунт    | Вероніка Сп'єхель    | 5–7, 1–6            |
| Поразка   | 9.   | Чер 2009 | ITF Манагуа, Нікарагуа      | Тверде   | Яна Корольова        | 6–7(5), 6–1, 5–7    |
| Поразка   | 10.  | Лис 2009 | ITF Ітажаї, Бразилія        | Ґрунт    | Татьяна Буа          | 1–6, 5–7            |
| Перемога  | 11.  | Гру 2009 | ITF Сантьяго, Чилі          | Ґрунт    | Карла Лусеро         | 6–2, 6–0            |
| Поразка   | 12.  | Лип 2010 | ITF Бразиліа, Бразилія      | Тверде   | Паула Ормаечеа       | 6–3, 6–7(1), 6–7(6) |
| Поразка   | 13.  | Сер 2010 | ITF Ітапарика, Бразилія     | Тверде   | Роксане Вайзенберг   | 6–7(8), 3–6         |
| Перемога  | 14.  | Вер 2010 | ITF Кернс, Австралія        | Тверде   | Ноппаван Летчівакарн | 6–3, 3–6, 6–2       |
| Поразка   | 15.  | Вер 2010 | ITF Аліс-Спрингс, Австралія | Тверде   | Саша Джонс           | 7–5, 3–6, 3–6       |
| Поразка   | 16.  | Жов 2010 | ITF Маунт-Гамбір, Австралія | Тверде   | Сема Еріка           | 2–6, 3–6            |
| Перемога  | 17.  | Чер 2012 | ITF Сантус, Бразилія        | Ґрунт    | Фернанда Бріто       | 6–2, 3–6, 6–1       |
| Поразка   | 18.  | Сер 2012 | ITF Сан-Паулу, Бразилія     | Тверде   | Роксане Вайзенберг   | 4–6, 6–4, 6–7(7)    |
| Поразка   | 19.  | Чер 2013 | ITF Сантус                  | Ґрунт    | Габріела Се          | 6–7, 2–6            |
| Перемога  | 20.  | Вер 2013 | ITF Куритиба, Бразилія      | Ґрунт    | Наталі Курата        | 6–1, 6–4            |

### Парний розряд: 30 (15–15)
| Легенда         |
| --------------- |
| турніри $25,000 |
| турніри $15,000 |
| турніри $10,000 |

| Результат | Ранг | Дата              | Турнір                     | Покриття | Партнерка            | Суперниці                                     | Рахунок            |
| --------- | ---- | ----------------- | -------------------------- | -------- | -------------------- | --------------------------------------------- | ------------------ |
| Перемога  | 1.   | 7 листопада 2005  | ITF Сан-Паулу, Бразилія    | Тверде   | Роксане Вайзенберг   | Ванесса Менга Андреа Віейра                   | 3–6, 7–5, 6–4      |
| Перемога  | 2.   | 3 березня 2007    | ITF Бенін-Сіті             | Тверде   | Маріана Мусі         | Деббріх Фейс Полуніна Катерина                | 3–6, 6–3, 7–5      |
| Поразка   | 3.   | 9 березня 2007    | ITF Бенін-Сіті             | Тверде   | Маріана Мусі         | Деббріх Фейс Катерина Полуніна                | 3–6, 4–6           |
| Поразка   | 4.   | 18 серпня 2007    | Богота, Колумбія           | Ґрунт    | Тельяна Перейра      | Жоана Кортез Роксане Вайзенберг               | 7–5, 4–6, 4–6      |
| Поразка   | 5.   | 10 листопада 2007 | Ліма, Перу                 | Ґрунт    | Маріана Мусі         | Марія Фернанда Альварес Теран Клаудія Рассето | 6–3, 6–7(4) [5–10] |
| Поразка   | 6.   | 5 квітня 2008     | Обрегон, Мексика           | Тверде   | Фернанда Ерменежилду | Мікі Міямура Енн Єлсі                         | 0–6, 1–6           |
| Перемога  | 7.   | 19 квітня 2008    | Масатлан, Мексика          | Тверде   | Домініка Дьєшкова    | Карла Бельтрамі Наталі Ю                      | 6–4, 6–0           |
| Поразка   | 8.   | 28 червня 2008    | Вічита, США                | Тверде   | Домініка Дьєшкова    | Крістіна Макгейл Слоун Стівенс                | 3–6, 2–6           |
| Поразка   | 9.   | 7 вересня 2008    | Баруері, Бразилія          | Тверде   | Фернанда Ерменежилду | Марія Фернанда Алвеш Карла Тіене              | 2–6, 3–6           |
| Поразка   | 10.  | 13 вересня 2008   | Сантус, Бразилія           | Ґрунт    | Фернанда Ерменежилду | Жоана Кортез Наталія Гітлер                   | 1–6, 3–6           |
| Поразка   | 11.  | 27 вересня 2008   | Серра-Негра, Бразилія      | Ґрунт    | Фернанда Ерменежилду | Карла Форте Карла Тіене                       | 4–6, 6–2 [8–10]    |
| Перемога  | 12.  | 25 жовтня 2008    | Валенсія, Венесуела        | Тверде   | Карла Тіене          | Петра Паялич Кейті Ракерт                     | 6–2, 7–6(6)        |
| Перемога  | 13.  | 1 листопада 2008  | Валенсія, Венесуела        | Тверде   | Карла Тіене          | Петра Паялич Кейті Ракерт                     | 5–7, 7–6(1) [10–4] |
| Поразка   | 14.  | 12 грудня 2008    | Гавана, Куба               | Тверде   | Давінія Лоббінґер    | Хосимар Ескалона Франсеска Сегареллі          | 5–7, 4–6           |
| Поразка   | 15.  | 20 червня 2009    | Белен, Бразилія            | Тверде   | Меган Мултон-Леві    | Марія Фернанда Алвеш Карла Тіене              | 6–7(1), 5–7        |
| Поразка   | 16.  | 7 листопада 2009  | Буенос-Айрес, Аргентина    | Ґрунт    | Аранса Салут         | Лусіана Сарменті Емілія Йоріо                 | 2–6, 2–6           |
| Перемога  | 17.  | 14 листопада 2009 | Ітажаї, Бразилія           | Ґрунт    | Фернанда Ерменежилду | Татьяна Буа Карен Кастібланко                 | 3–6, 6–2 [10–7]    |
| Перемога  | 18.  | 11 грудня 2009    | Сантьяго, Чилі             | Ґрунт    | Вероніка Сп'єхель    | Карла Лусеро Хулієта Соледад Родрігес         | 6–1, 6–4           |
| Перемога  | 19.  | 10 квітня 2010    | Джексон, США               | Ґрунт    | Марія Фернанда Алвеш | Марія Ірігоєн Флоренсія Молінеро              | 6–4, 3–6 [10–5]    |
| Перемога  | 20.  | 23 липня 2010     | Бразиліа, Бразилія         | Тверде   | Фернанда Ерменежилду | Монік Албукерке Роксане Вайзенберг            | 6–2, 6–4           |
| Перемога  | 21.  | 14 серпня 2010    | Ітапарика, Бразилія        | Тверде   | Роксане Вайзенберг   | Фернанда Ерменежилду Наталія Россі            | 6–2, 6–0           |
| Перемога  | 22.  | 15 жовтня 2010    | Маунт-Гамбір, Австралія    | Тверде   | Елісон Бай           | Аю Фані Дамаянті Джессі Ромп'єс               | w/o                |
| Перемога  | 23.  | 20 листопада 2010 | Нітерой, Бразилія          | Ґрунт    | Марія Фернанда Алвеш | Монік Албукерке Фернанда Ерменежилду          | 6–4, 6–4           |
| Перемога  | 24.  | 4 грудня 2010     | Ріо-де-Жанейро, Бразилія   | Ґрунт    | Марія Фернанда Алвеш | Алізе Лім Паула Ормаечеа                      | def.               |
| Поразка   | 25.  | 18 вересня 2011   | Роттердам, Нідерланди      | Ґрунт    | Вівіан Сегніні       | Леоні Мекел Анаук Тіґу                        | 4–6, 5–7           |
| Перемога  | 26.  | 23 квітня 2012    | Сан-Паулу, Бразилія        | Ґрунт    | Габріела Пас         | Габріела Се Карла Форте                       | 5–7, 6–3, [10–5]   |
| Поразка   | 27.  | 3 червня 2013     | Сантус, Бразилія           | Ґрунт    | Наталі Курата        | Андреа Бенітес Карла Форте                    | 4–6, 1–6           |
| Поразка   | 28.  | 9 вересня 2013    | Куритиба, Бразилія         | Ґрунт    | Марія Віторія Бейран | Кароліна Алвес Летісія Гарсія Відал           | 6–4, 4–6, [8–10]   |
| Перемога  | 29.  | 24 березня 2014   | Рібейран-Прету, Бразилія   | Ґрунт    | Марія Фернанда Алвеш | Габріела Се Едуарда Піай                      | 6–4, 4–6, [11–9]   |
| Поразка   | 30.  | 2 червня 2014     | Кампус-ду-Жордау, Бразилія | Тверде   | Вікторія Босіо       | Лаура Пігоссі Наталія Россі                   | 4–6, 2–6           |